# Filotea
A Filotea görög eredetű női név, jelentése: Istent szerető.

## Gyakorisága
Az 1990-es években szórványos név, a 2000-es években nem szerepel a 100 leggyakoribb női név között.

## Névnapok
- november 5.[2]
- december 9.[2]